# Mary Burchell
Mary Burchell, pseudonimo di Ida Cook (Sunderland, 24 agosto 1904 – 22 dicembre 1986), è stata un'attivista e scrittrice britannica, che tra il 1936 e il 1985, scrisse 112 romanzi rosa come Mary Burchell per Mills & Boon (molti dei quali furono successivamente ripubblicati da Harlequin). Contribuì alla fondazione, e dal 1966 al 1986 fu anche presidente dell'Associazione dei romanzieri romantici.
Ida Cook e sua sorella Mary Louise Cook (1901–1991) salvarono 29 ebrei a fuggire dai nazisti negli anni '30., operazione finanziata principalmente dagli scritti di Ida. Nel 1965, le sorelle Cook furono onorate come Giuste tra le nazioni dall'Autorità per la memoria dei martiri ed eroi di Yad Vashem in Israele.

## Biografia
Ida Cook nacque nel 1904, a Sunderland, nella contea di Durham in Inghilterra. Insieme alla sorella maggiore Mary Louise Cook (1901–1991), entrambe amanti dell'opera, frequentò la Duchess' School di Alnwick e in seguito prestò servizio civile a Londra. 
Nei loro frequenti viaggi durante gli anni '30, le sorelle visitarono la Germania in più occasioni, e il loro amore per l'opera, divenne la copertura nell'aiuto che dettero agli ebrei per fuggire dal regime nazista. Al loro ritorno in Inghilterra, contrabbandarono oggetti di valore (come gioielli), per consentire agli ebrei in fuga dalla Germania di soddisfare i requisiti britannici di sicurezza finanziaria richiesti per l'immigrazione. Collaborarono con il direttore d'orchestra austriaco Clemens Krauss e sua moglie, il soprano Viorica Ursuleac, che le parlò della persecuzione degli ebrei. Le sorelle, finanziate principalmente dagli scritti di Ida, aiutarono 29 persone a fuggire. Nel 1965 le sorelle Cook furono onorate come Giuste tra le nazioni dall'Autorità per la memoria dei martiri e degli eroi di Yad Vashem in Israele. Nel 2010 furono nominate postumo, da parte del governo britannico, eroine britanniche dell'Olocausto.

## Carriera di scrittrice
Nel 1936 Ida pubblicò i suoi primi romanzi rosa con lo pseudonimo di Mary Burchell. Durante la sua carriera scrisse 112 romanzi per Mills & Boon (rieditati da Harlequin Books), tra cui la nota Warrender Saga, una serie sul mondo dell'opera e delle sale da concerto. Nelle trame della serie di Warrender incorporò molte delle opere conosciute (Otello, Eugene Onegin e Carmen, tra le altre). Fu inoltre una delle redatrici della newsletter della Romantic Novelists Association.
Nel 1950 pubblicò We Followed Our Stars la sua autobiografia, ristampata, rieditata e ampliata nel 2008, come Safe Passage.
Fu inoltre la co-autrice dell'autobiografia di Tito Gobbi, My Life.
Nel 1956, la storia della sua vita divenne soggetto del documentario This Is Your Life trasmesso da Eamonn Andrews al BBC Television Theatre.

## Cultura di massa
A gennaio 2017, per commemorare le due sorelle, il Consiglio di Sunderland pose una targa blu sul luogo della loro casa d'infanzia, al 37 di Croft Avenue a Sunderland.
Nel 2017 il produttore Donald Rosenfeld discusse dei piani per la realizzazione di un film sul lavoro umanitario delle sorelle e sui loro sforzi per svelare i file della CIA sulle loro attività. Il film era basato su una biografia delle sorelle realizzata della giornalista investigativa Isabel Vincent, in programma essere pubblicata nel 2020 da John Murray nel Regno Unito e da Hachette Books negli Stati Uniti.

## Opera
Le opere di Burchell includono:

### Come Mary Burchell
- Wife to Christopher (1936)
- Except my Love (1937)
- Nobody Asked Me (1937)
- But Not For Me (1938)
- Other Lips Have Loved You (ripubblicato in seguito come Two Loves Have I (1938)
- With all my Worldly goods (1938)
- Yet Love Remains (1938)
- After Office Hours (1939)
- Little Sister (1939)
- One of the Family (1939)
- Such is Love (1939)
- I'll Go With You (1940)
- Pay Me Tomorrow (1940)
- Yours With Love (1940)
- Accompanied by his Wife (1941)
- Always Yours (1941)
- Just a Nice Girl (1941)
- Strangers May Marry (1941)
- Love Made the Choice (1942)
- Thine Is My Heart (1942)
- Where Shall I Wander? (ripubblicato in seguito come Bargain Wife (1942)
- Dare I Be Happy? (1943)
- My Old Love Came (1943)
- Dearly Beloved (1944)
- Take Me with You (1944)
- Thanks to Elizabeth (1944)
- Away Went Love (1945)
- Meant for Each Other (1945)
- Find Out the Way (1946)
- First Love-Last Love (1946)
- Wife by Arrangement (1946)
- Not Without You (1947)
- Under Joint Management (1947)
- Ward of Lucifer (1947)
- If You Care (1948)
- The Brave in Heart (1948)
- Then Come Kiss Me (1948)
- Choose Which You Will (1949)
- I Will Love You Still (1949)
- If This Were All (1949)
- Wish on the Moon (1949)
- A Letter for Don (1950)
- At First Sight (1950)
- Love Him or Leave Him (1950)
- Here I Belong (1951)
- Mine for a Day (1951)
- Tell Me My Fortune (1951)
- Over the Blue Mountains (1952)
- Stolen Heart (1952)
- Sweet Adventure (1952)
- A Ring on Her Finger (1953)
- No Real Relation (1953)
- The Heart Cannot Forget (1953)
- The Heart Must Choose (1953)
- Meet Me Again (ripubblicato in seguito come Nurse Allison's Trust (1954)
- Under the Stars of Paris (1954)
- When Love's Beginning (1954)
- The Prettiest Girl (1955)
- Yours to Command (1955)
- For Ever and Ever (1956)
- Loving is Giving (1956)
- On the Air (1956)
- To Journey Together (1956)
- And Falsely Pledge My Love (1957)
- It's Rumoured in the Village (1957)
- Joanna at the Grange (1957)
- Love is my Reason (1957)
- Loyal in All (ripubblicato in seguito come Nurse Marika, Loyal in All (1957
- Dear Sir (1958)
- Dear Trustee (1958)
- Hospital Corridors (1958)
- The Girl in the Blue Dress (1958)
- Honey (1959)
- Star Quality (ripubblicato in seguito come Surgeon of Distinction (1959)
- Across the Counter (1960)
- Choose the One You'll Marry (1960)
- Corner House (1960)
- Paris-and my love (1960)
- My Sister Celia (1961)
- Reluctant Relation (1961)
- The Wedding Dress (1961)
- House of Conflict (1962)
- Inherit My Heart (1962)
- Dangerous Loving (1963)
- Sweet Meadows (1963)
- Do Not Go, My Love (1964/01)
- The Strange Quest of Anne Weston (ripubblicato in seguito come The Strange Quest of Nurse Anne) (1964)
- Girl With a Challenge (1965)
- Her Sister's Children (1965)
- The Other Linding Girl (1966)
- Cinderella After Midnight (1967)
- The Marshall Family (1967)
- Though Worlds Apart (1967)
- Missing from Home (1968)
- A Home for Joy (1969)
- The Rosewood Box (1970)
- Call and I'll Come (1970)
- Second Marriage (1971)
- One Man's Heart (1971)

#### The Warrender Saga
1. A Song Begins ( Otello, 1965)
2. The Broken Wing (poi ripubblicato come Damaged Angel, estratti Così fan tutte, Semiramide, Norma (opera), 1966)
3. When Love is Blind (3 ° Concerto di Beethoven, 1967)
4. The Curtain Rises (The Magic Flute, 1969)
5. Child of Music (1971)
6. Musica del cuore (1972)
7. Unbidden Melody (Eugene Onegin, 1973)
8. Song Cycle (1974)
9. Remembered Serenade (L'amore dei tre re, 1975)
10. Elusive Harmony (Carmen, Otello, André Chénier, 1976)
11. Usignoli (Mendolssohn's Elijah, 1980)
12. Masquerade with Music (I Pagliacci), 1982)
13. On Wings of Song (Alceste, Suor Angelica, 1985)

#### Collezioni omnibus
- 3 Great Novels: Me With You(Io con te); Choose Which You Will (Scegli quello che vuoi); Meant for Each Other (Significati l'uno per l'altro (1975)
- 3 grandi romanzi: The Heart Cannot Forget(Il cuore non può dimenticare;) Ward of Lucifer; Una casa per la gioia (A Home for Joy)
- 3 Great Novels: The Other Linding Girl (The Other Linding Girl); Girl with a Challenge (Ragazza con una sfida); My Sister Celia (Mia sorella Celia)
- It's Rumored in the Village / Except My Love / Strangers May Marry (Si dice nel villaggio / Tranne il mio amore / Strangers May Marry, 1983)

#### Antologie in collaborazione
- Libreria Golden Harlequin Vol. VIII: Scegli quello che sposerai / Sweet Barbary / Senior Surgeon at St. David's (1970) (con Pamela Kent ed Elizabeth Gilzean)
- Golden Harlequin Library XLI: Over The Blue Mountains; Temporale estivo; Lucy Lamb; Doctor's Wife (1973) (con Sara Seale e Jill Tahourdin)
- Tell Me My Fortune / A Scent Of Lemons / Country Of The Wine (1979) (con Jill Christian e Mary Wibberley)
- Harlequin Classic Library (1980) (con Elizabeth Hoy, Alex Stuart, Susan Barrie, Juliet Shore, Jean S. MacLeod, Elizabeth Houghton e Jill Tahourdin)
- Just a Nice Girl / Pride of Madeira / Valley of Paradise (1983) (con Elizabeth Hunter e Margaret Rome)
- The Hills of Maketu / Under the Stars of Paris / Every Wise Man (1986) (con Gloria Bevan e Jacqueline Gilbert)

### Come Ida Cook

#### Saggistica
- We Followed Our Stars (1950), ripubblicato come Safe Passage (autobiografia, 2008)[2]